# Kosmische Gammastrahlung

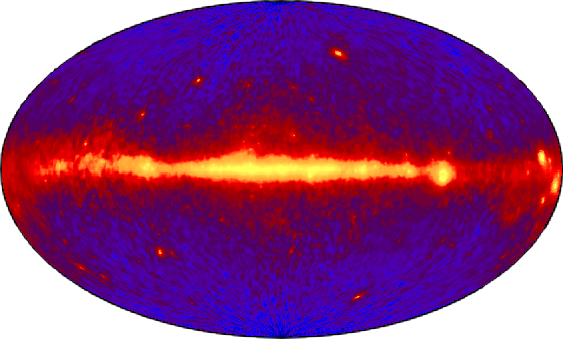
Räumliche Verteilung der kosmischen Gammastrahlung mit Energien über 100 MeV

Als kosmische Gammastrahlung bezeichnet man die elektromagnetische Strahlung im Weltraum mit einer Energie höher als ca. 300 keV. Manchmal wird auch die Röntgenstrahlung oberhalb 1 keV hinzugerechnet. Die höchsten Energien übersteigen 1012 eV.
Anders als die Teilchenstrahlung der kosmischen Strahlung werden Gammastrahlen nicht durch Magnetfelder abgelenkt, sondern strahlen ab ihrem Entstehungsort nahezu geradlinig und geben so Auskunft über die Richtung, in der ihre Quelle liegt. Da die Erdatmosphäre die Gammastrahlung abschirmt, ermöglichen erst Gammateleskope im Weltraum die Durchmusterung des Himmels. Die Erforschung der kosmischen Gammastrahlung ist Aufgabe der Gammaastronomie.

## Strahlungsquellen
Das Bild oben rechts zeigt eine Durchmusterung des Himmels, aufgenommen 1993 mit dem Satelliten Compton Gamma Ray Observatory. Das helle Band ist die Milchstraße, mit ihrem Zentrum in der Mitte. Rechts von ihr hebt sich der Vela-Pulsar PSR J0835-4510 ab. Weitere starke Gammastrahlenquellen in der Milchstraße sind der Pulsar PSR J0534+2200 im Krebsnebel und Geminga. Die Punktquellen außerhalb des hellen Bands sind extragalaktische Quellen. Beispielsweise ordnet man die Quelle rechts oben dem Quasar 3C 279 zu.

## Entstehung
Kosmische Gammastrahlung entsteht durch verschiedene Prozesse im Weltall. In der Regel entsteht kosmische Gammastrahlung als Brems- oder Synchrotronstrahlung, wenn hochenergetische Teilchen beschleunigt (oder abgebremst) werden.  Die hochenergetischen Teilchen können auch mit niederenergetischer Strahlung wechselwirken und durch den inversen Compton-Effekt ihre Energie an diese abgeben.
Hauptquellen für hochenergetische Teilchen sind die kosmische (Teilchen-)Strahlung, Supernovae und Teilchenjets schwarzer Löcher oder Pulsare. Auch können Doppelsternsysteme als Teilchenbeschleuniger fungieren.
Eine direkte Erzeugung von Gammastrahlung aufgrund von thermischen Prozessen durch Schwarzkörperstrahlung ist selten und kann nur im Rahmen von Supernovae geschehen, wenn sich die Materie des explodierenden Sterns extrem aufheizt. Eine weitere hypothetische direkte Quelle kosmischer Gammastrahlung ist der Zerfall dunkler Materie (WIMPs).
Andere Quellen kosmischer Gammastrahlung sind, wie auf der Erde, radioaktive Zerfallsprozesse und Paarvernichtung.

## Nachweisinstrumente
Bodengestützte Teleskope für Gammastrahlung sind z. B. MAGIC auf La Palma und H.E.S.S. in Namibia. Durch die Wechselwirkung der Röntgenstrahlung mit der Atmosphäre (Luftschauer) kann auf die Quellen geschlossen werden.
Seit den 1990er Jahren untersuchen Röntgensatelliten die Energie- und Ortsverteilung der kosmischen Strahlung.